# Paule Hammer
Paule Hammer (* 1975 in Leipzig) ist ein bildender Künstler, der in Leipzig lebt. Er zählt zu der jüngeren Generation der Maler der Neuen Leipziger Schule.

## Leben
Hammer wurde in Leipzig geboren und wuchs in Suhl auf. Im Jahr 1997 begann er ein Malerei-/Grafikstudium an der Hochschule für Grafik und Buchkunst Leipzig in der Fachklasse bei Sighard Gille, das er 2002 mit dem Diplom abschloss. Von 2002 bis 2004 war er Meisterschüler bei Sighard Gille.
Seit 2010, ist er neben seiner künstlerischen Tätigkeit, Dozent für Zeichnen und Naturstudium im Fachbereich Buchkunst/Grafikdesign an der Hochschule für Grafik und Buchkunst Leipzig.

## Werk

### Malerei
Die Bilder und Arbeiten sind meist in umfangreichen und häufig großdimensionalen Installationen arrangiert. Sein Werk umfasst neben der Malerei und der Installation gleichzeitig eine komplexe Auseinandersetzung mit der Sprache und der Musik. Grundlage seiner Arbeiten sind insbesondere seine seit Jahren handschriftlich geführten umfangreichen Aufzeichnungen. Mit der stets im Werk präsenten Schrift weitet Hammer seit über zehn Jahren den Erzählraum seiner Werke deutlich aus, erhöht die Komplexität damit.
Von 2006 bis 2013 arbeitete er mit dem Künstler Sebastian Gögel zusammen in der Künstlergruppe HAGEL. Es entstanden großformatige Installationen, Textil- und Papierarbeiten.
2007 erhielt er ein Arbeitsstipendium der Stiftung Kunstfonds Bonn, 2010 ein Arbeitsstipendium des Kunstfonds des Freistaates Sachsen, 2013 eine Projektförderung der Stiftung Kunstfonds Bonn sowie im selben Jahr eine Projektförderung der Kulturstiftung des Freistaates Sachsen. Ebenfalls 2013 erhielt er ein sechs-wöchiges Arbeitsstipendium in New York.

### Musik
Zur Ergänzung seines künstlerischen Schaffens ist Hammer aktiver Musiker. Er ist Mitglied der Band Ich-AG Geige, die von Thomas Janitzky, Daniel Mudra, Marcus Psurek und Paule Hammer gegründet wurde. Die Band hatte zahlreiche Auftritte auf  Festivals und in der Galerie für zeitgenössische Kunst Leipzig.

## Ausstellungen
Seit 2004 präsentiert er seine Werke auf zahlreichen Ausstellungen, unter anderem in der Union Gallery London, im Chung King Project Los Angeles (2007), Frankfurter Kunstverein (2009), der Sammlung Philara Düsseldorf (2009), Museum Abtei Liesborn (2013), Kunstverein Göttingen (2013), Hygienemuseum Dresden (2015 und 2016), Galerie König 2 (Wien, 2018) sowie 2019 eine Einzelausstellung im Museum der bildenden Künste Leipzig.
Seine deutschen Galerien Feldbusch.Wiesner.Rudolph und Laden fuer Nichts widmen Paule Hammer regelmäßig Einzel- und Gruppenausstellungen.
Paule Hammer ist prominent in Museen wie z. B. dem Museum Kunstpalast (Düsseldorf – ständige Ausstellung) oder im Museum der bildenden Künste (Leipzig – ständige Ausstellung) und zahlreichen nationalen und internationalen Privatsammlungen vertreten.